# State Fair (pel·lícula de 1945)
State Fair és una pel·lícula musical estatunidenca de Walter Lang, estrenada el 1945.

## Argument
Els Frake - el pare Abel Frake, la mare Melinda Frake, i els joves Wayne Frake i Margy Frake - una família de grangers, van a la fira de l'estat d'Iowa. El primer dia de la fira la filla dels Frake, la sempre descontenta Margy, que només la preocupa el pensament de tenir una relació amb un home, en comptes del festeig que té amb el tosc Harry Ware, coneix el ben plantat Pat Gilbert, un periodista del Des moines Register que està cobrint la fira pel seu diari. Wayne no vol anar-hi, ja que la seva xicota Eleanor no hi pot anar i acaba coneixent Emily Edwards, el cantant d'una banda que està actuant a la fira. Melinda està esperant la decisió sobre la conserva que ha entrat per l'anàlisi. Abel té problemes amb el seu porc, Blueboy, potencial vencedor d'un premi, que acaba guanyant.

## Repartiment
- Jeanne Crain: Margy Frake
- Dana Andrews: Pat Gilbert
- Dick Haymes: Wayne Frake
- Vivian Blaine: Emily Edwards
- Charles Winninger: Abel Frake
- Fay Bainter: Melissa "Ma" Frake
- Donald Meek: M. Hippenstahl
- Frank McHugh: McGee
- Percy Kilbride: Dave Miller
- Harry Morgan: Barker
- Jane Nigh: Eleanor
- William Marshall: Tommy Thomas
- Phil Brown: Harry Ware

## Premis i nominacions

### Premis
- 1946: Oscar a la millor cançó original per Richard Rodgers (música) i Oscar Hammerstein II (lletra) per la cançó "It Might as Well Be Spring"

### Nominacions
- 1946: Oscar a la millor banda sonora per Charles Henderson i Alfred Newman

## Galeria

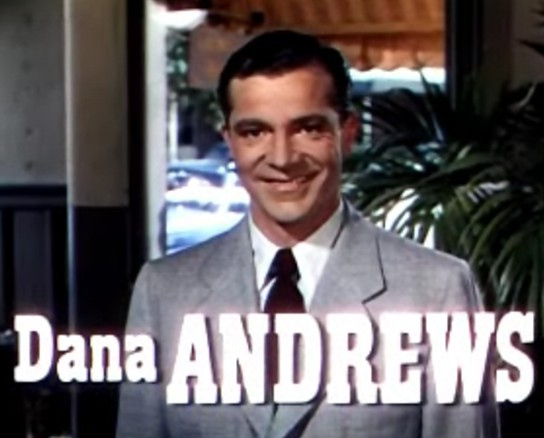
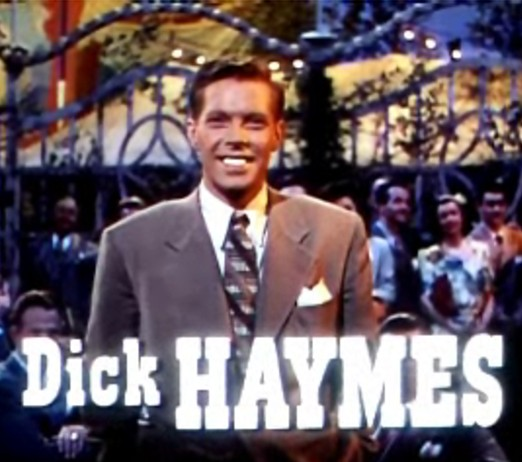
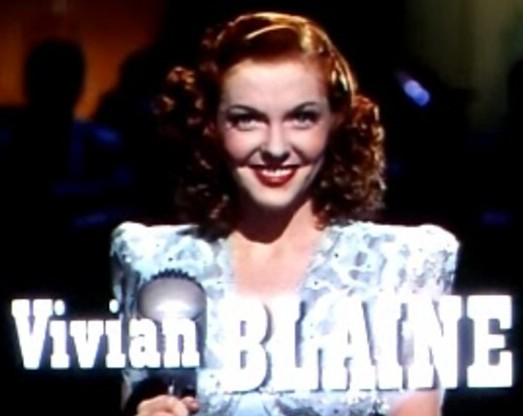
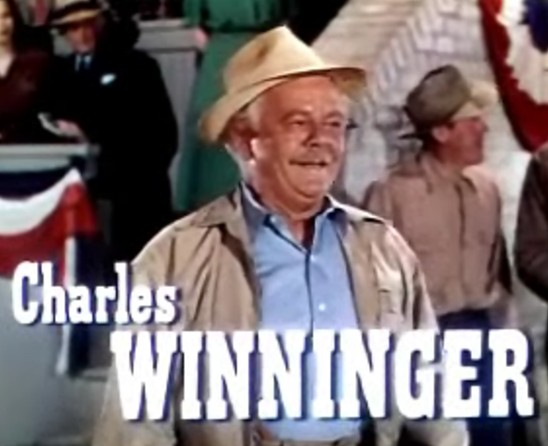
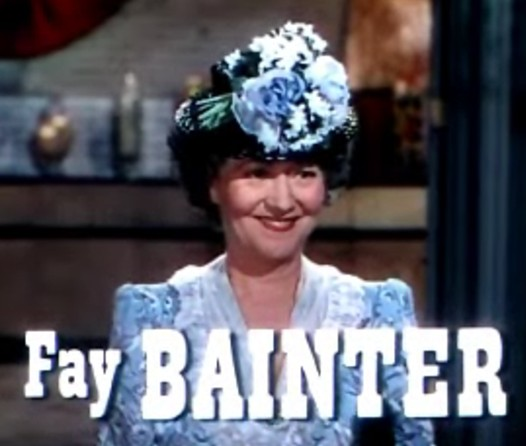